# Ulster Unionist Party

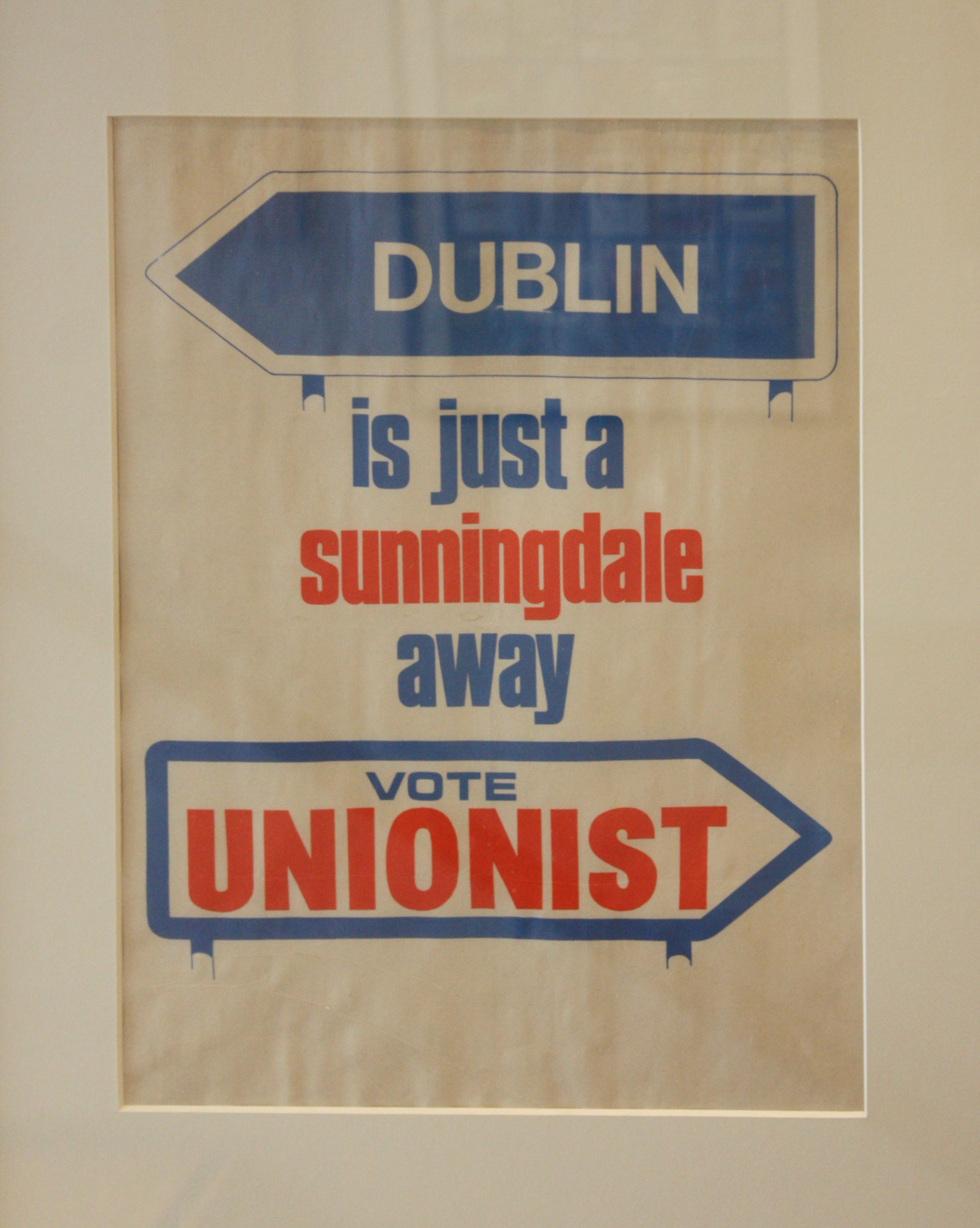
Verkiezingsposter 1973

De Ulster Unionist Party, vertaald: de Ulster partij voor Unionisten (UUP, vaak ook omschreven als de Officiële partij voor Unionisten) is een politieke partij in Noord-Ierland. Vanaf de stichting van de staat in 1921 tot 1972 was de partij onafgebroken aan het bewind. Tot 2003 was het de grootste partij in Noord-Ierland.

## Achtergrond
De UUP werd opgericht in 1905 als Ierse Unionistische partij. Het was een reactie op het streven van de Ierse nationalisten naar home rule voor Ierland binnen het Verenigd Koninkrijk. Hoewel de aanhang van de partij het sterkste was in wat nu Noord-Ierland is, kwamen de eerste leiders uit het zuiden. De eerste successen behaalde de partij onder Edward Carson.
De deling van Ierland in 1920-21 zorgde ook voor een splitsing onder de Unionisten. De Unionisten in de nieuwe Ierse Vrijstaat legden zich vrij snel neer bij de nieuwe realiteit en sloten zich aan bij andere partijen. In het nieuwe Noord-Ierland werden de Unionisten echter de meerderheidspartij. De naam werd toen gewijzigd in UUP.

## Een halve eeuw aan de macht
De UUP is vanaf de stichting van Noord-Ierland tot het afschaffen van het zelfbestuur in 1972 onafgebroken aan de macht geweest. De partij is er in die periode niet in geslaagd om de grote katholieke minderheid te winnen voor de nieuwe staat. Door de partij werden katholieken als tweederangsburgers beschouwd en behandeld.
Onder invloed van de burgerrechtenbeweging in de jaren zestig probeerde de toenmalige partijleider Terence O'Neill de partij te moderniseren en de anti-katholieke houding te matigen. Dat leidde echter tot grote onrust binnen de partij. Aan de rechterzijde splitsen zich een aantal leden af die uiteindelijk terechtkwamen bij de Democratische Unionistische partij van Ian Paisley. Aan de linkerzijde scheidde zich ook een groep af die streefde naar daadwerkelijke samenwerking tussen protestanten en katholieken. Deze stichtten de Alliance partij.
De partij bleek niet in staat om de situatie in Noord-Ierland onder controle te krijgen. De reactie op het oorspronkelijk vreedzame protest van de katholieke activisten waren een van de oorzaken van een snelle escalatie. Het onvermogen van de partij was voor de Britse regering in 1972 reden om het zelfbestuur voorlopig te beëindigen.

## Sunningdale en Goede vrijdag
De Britse regering trachtte met het akkoord van Sunningdale de toestand in Noord-Ierland te stabiliseren. Krachtens dat akkoord zou er een samenwerkingsregering komen waarin protestanten en katholieken de macht zouden delen. De partijleider Brian Faulker accepteerde het akkoord, maar de weerstand binnen de partij was zeer groot. Bij de verkiezingen die op grond van het akkoord gehouden werden verklaarden een groot aantal UUP-kandidaten dat zij tegen het akkoord waren. In 1974 vormden de tegenstanders binnen de partij de meerderheid, hetgeen tot het vertrek van Faulkner leidde.